# Dongshaöarna

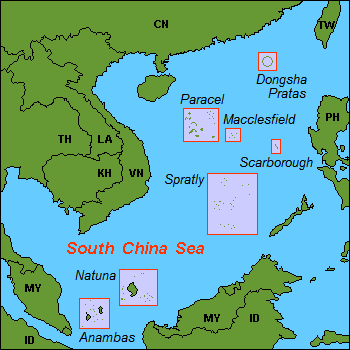
Karta över Sydkinesiska havet.

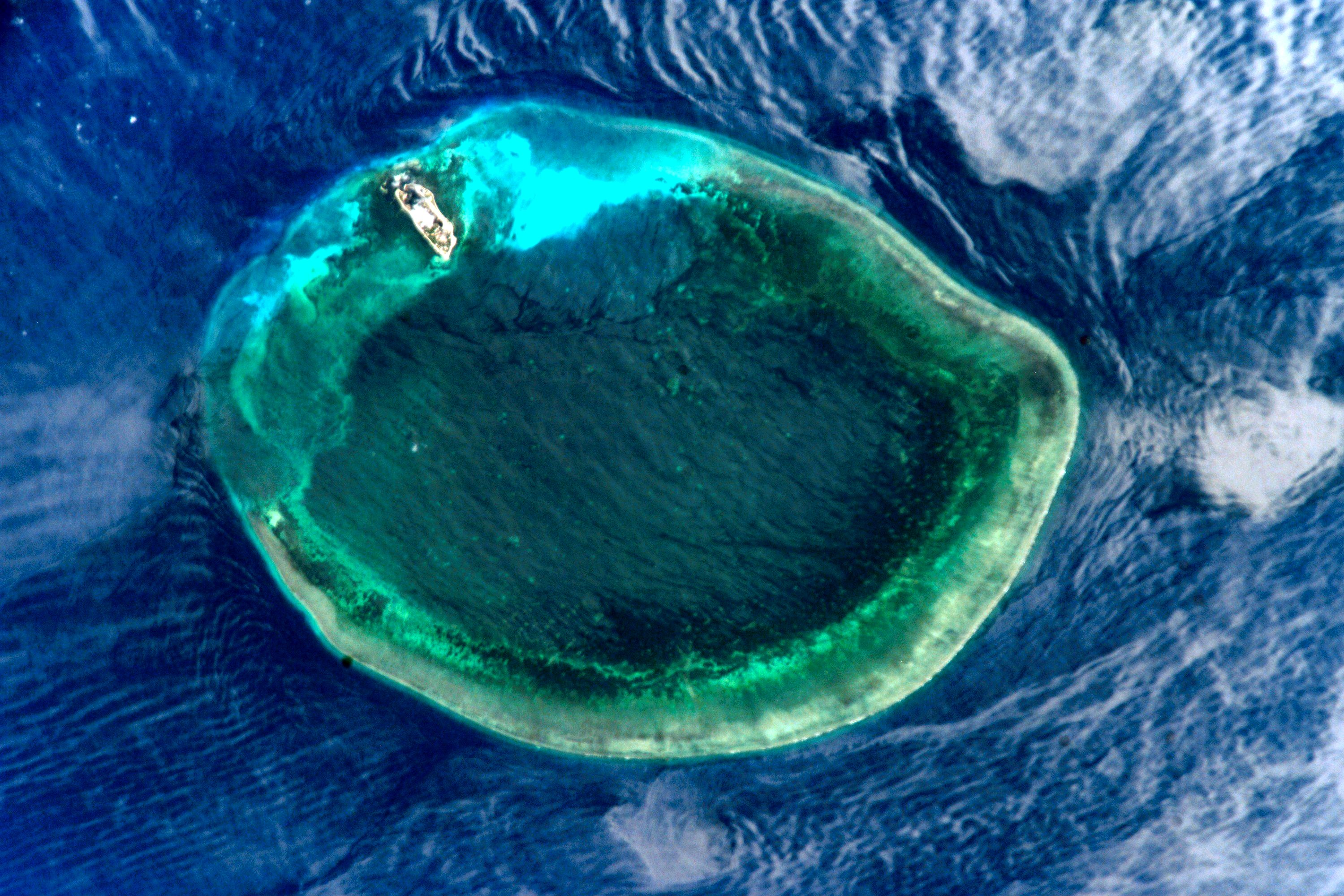
Dongshaöarna.

Dongshaöarna (Östra sandöarna, kinesiska 东沙群島; pinyin Dōngshā qúndǎo, på engelska ofta Pratas Islands tidigare även benämnda Moon Islands) är en ögrupp i Sydkinesiska havet som sedan 1949 kontrolleras av Republiken Kina på Taiwan.

## Geografi
Öarna är en grupp om tre idag obebodda korallatoller och ligger ca 850 km sydväst om Taiwan och ca 340 km sydöst om Hongkong.
Huvudön Pratas har en area om ca 1,74 km² och är ca 2,8 km lång med en bredd på ca 0,9 km. Den är den enda ön ovan vattenytan, de övriga atollerna Northern Vereker och Southern Vereker ligger under ytan.
Havet kring öarna är mycket rikt på fisk och förmodas även ha stora olje- och naturgasfyndigheter. Folkrepubliken Kina gör anspråk på öarna som del av Guangdongprovinsen.

## Historia
Öarna ockuperades av Japan såväl åren 1907 till 1909 som 1939 till 1945. De gjordes efter andra världskrigets slut till en del av Guangdongprovinsen, men kom sedan nationalistregeringen flydde till Taiwan 1949 att administreras från staden Kaohsiung.
År 2012 grundades Sun Yat-sens nationella universitets Dongsha Atoll Research Station (DARS) för biologi, biogeokemi och oceanografiforskning.